# Glaucocharis calliptera
Glaucocharis calliptera là một loài bướm đêm trong họ Crambidae.